# Taghramt
Taghramt  (in arabo تغرامت‎?, Tāgrāmt; in berbero ⵜⴰⵖⵕⴰⵎⵜ) è un centro abitato e comune rurale del Marocco situato nella provincia di Fahs Anjra, regione di Tangeri-Tetouan-Al Hoceima. Conta una popolazione di 8 706 abitanti (censimento 2014).